# Bad and Crazy
Bad and Crazy (en hangul, 배드 앤 크레이지; romanización revisada, Baedeu aen Keuleiji), es una serie de televisión surcoreana transmitida del 17 de diciembre del 2021 hasta el 28 de enero de 2022 a través de tvN.

## Sinopsis
La serie describe la historia de los detectives "malos y locos" que luchan contra la corrupción policial.
Ryu Soo-yeol, es un detective de la policía corrupto pero práctico que manifiesta una personalidad dividida que alberga un sentido de justicia. Es una persona competente en su trabajo, pero también tiene una ética cuestionable, ya que hace cualquier cosa para lograr el éxito. Debido a su ambiciosa personalidad, constantemente recibe promociones en períodos cortos de tiempo.
Sin embargo, su vida cambia repentinamente con la aparición de "K", una persona justa pero también loca, quien sueña con ser un héroe y siempre se enfrenta a la injusticia con los puños.
Por otro lado, Hee-gyeom es una teniente de la policía que trabaja en el escuadrón antidrogas y quien es una persona recta y entusiasta en su trabajo.

## Reparto

### Personajes principales
- Lee Dong-wook como Ryu Soo-yeol / In Jae-hui, un corrupto detective de policía que se convierte en un campeón de la justicia. En el pasado salió con Hee-gyeom.[8][9][10]
  - Nam Do-yoon como Soo-yeol / Jae-hui de pequeño (Ep. 3, 8).
- Wi Ha-joon como "K", un hombre con un loco sentido de la justicia.[11][12][13]
- Han Ji-eun como Lee Hee-gyeom, una detective del equipo de investigación del escuadrón antidrogas del Departamento de Policía. En el pasado salió con Ryu Soo-yeol.[14][15]
- N como Oh Kyeong-tae, el miembro más joven del departamento de investigación anticorrupción de la Agencia Nacional de Policía.[16][17][18]

### Personajes secundarios

#### Agencia de Policía de Munyang

##### División de Investigación Anticorrupción
- Sung Ji-ru como Bong-pil, el jefe del departamento de investigación anticorrupción de la Agencia de Policía de Munyang.
- Cha Si-won como Jae-seon, el inspector del equipo 2 de la división de investigación anticorrupción.

##### División de Investigación de Delitos de Drogas
- Lee Hwa-ryong como Gye-sik, un miembro y líder del equipo 1 de la división de investigación de delitos de narcóticos
- Shin Joo-hwan como Heo Jong-goo, un miembro del equipo 1 de la división de investigación de delitos de narcóticos.
- Jo Dong-in como Chan-ki Jeong, un miembro del equipo 1 de la división de investigación de delitos de narcóticos.
- Lee Sang-hong como Do In-beom, un detective de homicidios.
- Lee Seung-heon como Kim Kyung-joon, un miembro del equipo 1 de la división de investigación de delitos de narcóticos.

#### Organización de drogas
- Kim Hee-ra como "jefa Yong", la líder de la banda de narcotraficantes.[19][20]
- Won Hyun-jun como Andrei Kang, un subordinado y asesino.

### Otros personajes
- Lee Joo-hyun como Tak Min-soo.
- Kang Ae-shim como  Seo Seung-suk, la madre de Ryu Dong-yeol y madre adoptiva de Ryu Soo-yeol.
- Kim Dae-gon como Ryu Dong-yeol, el hermano mayor de Ryu Soo-yeol, de joven encontró a In Jae-hui durmiendo en el frente de su casa.
  - Park Seon-hu como Dong-yeol de pequeño (Ep. 3).
- Im Ki-hong como Do Yoo-gon, un asambleísta.
- Park Se-joon como Nam Eun-seok, un aprendiz de fiscal en la Fiscalía del Distrito de Munyang.
- Choi Kwang-je como Yum Geun-soo, miembro de la clínica Heart Mender.
- Han Ki-joong como Kim Sung-ho, un comisionado.
- Yoo Jung-ho como Ju Dae-won.
- Kim Jae-man como Kim Dong-gyun.
- Jung Sung-il como Shin Ju-hyeok / Jeong Yun-ho, un terapeuta del centro juvenil Dream Youth, quien manipula a Ryu Soo-yeol desde su juventud.[21]
- Kim Jung-hoon como Jeong Il-su.
- Yoon Jong-in como un detective.
- Nam Jung-woo como un oficial de la policía.
- Park Seon-joo como la señora Do (Ep. 1).
- Lee Jae-eun como una casera (Ep. 1).
- Lee Seo-an como Jeong Yu-na (Ep. 1, 2-4).
- Kim Si-ha como la hija de Jeong Yu-na (Ep. 1-2, 4).
- Han Sang-chul como un espectador de la pelea (Ep. 1).
- Kang Jung-im como la vecina de Jeong Yu-na (Ep. 1).
- Choi Yi-sun como el cajero de los baños (Ep. 1).
- Yu Seung-il como un contratista general (Ep. 1).
- Ji Sung-geun como un personal de construcción de viviendas (Ep. 1).
- Lee Jung-yul como el guardia de seguridad del apartamento (Ep. 1).
- Park Yong como un oficial de la audiencia disciplinaria (Ep. 1).
- Park Sang-hyuk como un oficial de la audiencia disciplinaria] (Ep. 1).
- Lee Dong-kyu como un reportero de TVC (Ep. 2).
- Kim Moon-ho como un limpiador de la calle (Ep. 2).
- Seol Chang-hee como un técnico del NFS (Ep. 2).
- Park Yoo-mil como la novia de Ryu Soo-yeol (Ep. 2).
- Park Ji-hong como Su Jan, el jefe de una organización criminal dirigida por el jefe Masa. Aunque es un trabajador extranjero, habla coreano a un alto nivel (Ep. 2-3).
- Im Sung-jae como el jefe de la funeraria móvil (Ep. 2-3)
- Im Sung-mi como Yoon Yi-seul (Ep. 2, 9).
- Jun Joon-woo como un abogado (Ep. 4).
- Kim Nam-jin como la directora del albergue Dream Youth (Ep. 4).
- Lee Jong-yoon como un detective (Ep. 4-5).
- Min Jung-sup como un detective (Ep. 5).
- Kyung Ki-hyun como un sospechoso (Ep. 5).
- Choi Gyo-shik como un trabajador de chatarra (Ep. 5).
- Yoon Dae-yeol como un miembro golpeado de la pandilla (Ep. 5).
- Hong Seong-gwan como el amigo del testigo (Ep. 5).
- Yum Jung-goo como el padre de Kim Kyung Joon (Ep. 5).
- Shin Joo-hyup como Woo Hyeok-jin (Ep. 6).
- Kim Shin-rok como una prisionera (Ep. 6).
- Han Sa-myung un hombre del depósito de chatarra (Ep. 6).
- Joo Yeon-ah como una enfermera del centro de rehabilitación (Ep. 6).
- Han Ji-ho como el sobrino del comisionado (Ep. 6-7).
- Kim Joo-young como un pandillero (Ep. 6-7).
- Shin Na-ra como un pandillero (Ep. 7).
- Noh Jung-hwan como un cajero de Eyes Candy (Ep. 7).
- Lee Joo-young como Park Yi-hyun (Ep. 7-8).
- Park Se-in como una enfermera (Ep. 8).
- Kim Bi-bi como una maestra (Ep. 8).
- Hong Je-in como Ko Ga-young (Ep. 8).
- Lee Jae-hak como un estudiante acosador (Ep. 8).
- Lee Ji-wan como una estudiante acosadora (Ep. 8).
- Gu Da-song como una estudiante acosadora (Ep. 8).
- Lee Jon-seung como un estudiante acosador (Ep. 8).
- Park Seo-yeon como Baek Young-joo (Ep. 8-9).
- Park Min-sang como Shim Jung-hoon (Ep. 8-9).
- Kim Yong-han como Shim Soo-hoon, el hermano mayor de Shim Jung-hoon (Ep. 8-9).
- Kim Mi-hwa como la madre de Nam Eun-seok (Ep. 8, 10).
- Kim Ik-tae como Keum Young-soo, un abogado (Ep. 9).
- Jang In-ho como un detective (Ep. 9).
- Oh Ki-hwan como un detective (Ep. 9).
- Seo Jeong-hoo como un oficial de la policía (Ep. 9).
- Bae Bo-ram como una trabajadora social (Ep. 9).
- Yi Seo como Ki So-yeon (Ep. 9-10).
- Jung Yoon-seok como Jung Yoon-ho (Ep. 9-10).
- Jang Nam-boo como Sung Bok-joon (Ep. 9-10).
- Kim Young-joo como un pintor (Ep. 10-11).
- Jung Sun-chul como un narcotraficante (Ep. 10).
- Kim Chil-doo como un motociclista (Ep. 10).
- Jung Doo-won dueño y anfitrión del bar (Ep. 10).
- Lee Dong-yong como el tío de Shim Jung-hoon (Ep. 10).
- Eom Ji-man como un oficial de la policía (Ep. 10).
- Kim Yong-jin como un médico forense del NFS (Ep. 11).
- Park Joong-geun como un enfermero (Ep. 11-12).
- Kim Seon-hwa como Hong Suk-kyung, una psiquiatra (Ep. 11-12).
- Park Ki-ryung como Kang Sung-dae (Ep 12).
- Lee Ha-nee como un paciente psiquiátrico (Ep. 12).
- Jo Kyun-hyung como un paciente psiquiátrico (Ep. 12).
- Ma Jung-pil como un abogado (Ep. 12).
- Lee Kyung-wook como Shim Sang-ho.
- Kim Won-seok como un detective.
- Kim Kyu-baek como el hermano de Jung Yoo-na.
- Shin Moon-sung como el padre de Ryu Soo-yeol.
- Nam Woo-joo como Jung Hyun-soo, un técnico de fabricación de equipos.
- Han Dong-hee como la madre de Woo-cheon.

### Apariciones especiales
- Kim Hyun-mok como un testigo (Ep. 4-5).
- Yang Dae-hyuk como Park Sung-gwan (Ep. 9-10).
- Bae Hae-sun como Hong Seok-kyung (Ep. 12).

## Episodios
La serie conformada por doce episodios, fue transmitida en tvN e iQIYI del 17 de diciembre de 2021 hasta el 28 de enero de 2022, emitiendo sus episodios todos los viernes y sábados a las 22:40 Huso horario de Corea (KST).
El décimo episodio que sería estrenado el 15 de enero de 2022, fue transmitido el 21 de enero debido a la transmisión en vivo del partido amistoso de la selección nacional de fútbol de Corea.

### Índice de audiencia
Los números en color rojo indican las calificaciones más bajas, mientras que los números en azul indican las calificaciones más altas.
| Episodio | Fecha de emisión        | Participación promedio de audiencia (Nielsen Korea) | Participación promedio de audiencia (Nielsen Korea) |
| Episodio | Fecha de emisión        | Nacional                                            | Seúl                                                |
| -------- | ----------------------- | --------------------------------------------------- | --------------------------------------------------- |
| 1        | 17 de diciembre de 2021 | 4.473 % (1.ª)                                       | 4.769 % (1.ª)                                       |
| 2        | 18 de diciembre de 2021 | 3.686 % (2.ª)                                       | 4.202 % (2.ª)                                       |
| 3        | 24 de diciembre de 2021 | 3.747 % (1.ª)                                       | 4.325 % (1.ª)                                       |
| 4        | 25 de diciembre de 2021 | 3.134 % (2.ª)                                       | 3.579 % (2.ª)                                       |
| 5        | 31 de diciembre de 2021 | 3.398 % (1.ª)                                       | 3.683 % (1.ª)                                       |
| 6        | 1 de enero de 2022      | 2.617 % (3.ª)                                       | 3.032 % (3.ª)                                       |
| 7        | 7 de enero de 2022      | 3.477 % (1.ª)                                       | 3.619 % (1.ª)                                       |
| 8        | 8 de enero de 2022      | 3.098 % (2.ª)                                       | 3.521 % (2.ª)                                       |
| 9        | 14 de enero de 2022     | 3.389 % (1.ª)                                       | N/A                                                 |
| 10       | 21 de enero de 2022     | 2.811 % (2.ª)                                       | 3.106 % (1.ª)                                       |
| 11       | 22 de enero de 2022     | 2.390 % (3.ª)                                       | 2.825 % (2.ª)                                       |
| 12       | 28 de enero de 2022     | 2.841 % (1.ª)                                       | 2.830 % (1.ª)                                       |
| Promedio | Promedio                | 3.255 %'                                            | -                                                   |

## Banda sonora
El OST de la serie está conformado por las siguientes canciones:

### Parte 1
| N.º | Intérprete | Canción              | Letra                                   | Música                                      | Duración |
| --- | ---------- | -------------------- | --------------------------------------- | ------------------------------------------- | -------- |
| 1   | Don Mills  | "Bulldozer" (불도저) | Don Mills, Taeyoung Kim y Bayside Pablo | Kim Tae-young, Bayside Pablo y Byun Ji-hwan | 2:55     |
| 2   |            | "Bulldozer" (Inst.)  | -                                       | Kim Tae-young, Bayside Pablo y Byun Ji-hwan | 2:55     |

### Parte 2
| N.º | Intérpretes           | Canción         | Letra          | Música                                      | Duración |
| --- | --------------------- | --------------- | -------------- | ------------------------------------------- | -------- |
| 1   | G2 (G2) & Scholarship | "BUMP!"         | IKEK(FAB) y G2 | IKEK(FAB), Scholarship y G2                 | 2:54     |
| 2   |                       | "BUMP!" (Inst.) | -              | Kim Tae-young, Bayside Pablo y Byun Ji-hwan | 2:54     |

### Parte 3
| N.º | Intérprete             | Canción                 | Letra         | Música        | Duración |
| --- | ---------------------- | ----------------------- | ------------- | ------------- | -------- |
| 1   | Vincent (de Crackshot) | "Out of My Way"         | Jayins y Naiv | Jayins y Naiv | 2:41     |
| 2   |                        | "Out of My Way" (Inst.) | -             | -             | 2:41     |

### Parte 4
| N.º | Intérpretes | Canción           | Letra       | Música      | Duración |
| --- | ----------- | ----------------- | ----------- | ----------- | -------- |
| 1   | Song Yerin  | "Present"         | Lee Seongju | Lee Seongju | 3:36     |
| 2   |             | "Present" (Inst.) | -           | -           | 3:36     |

## Producción
Originalmente en marzo de 2021 se anunció que la serie sería estrenada a través de la OCN, sin embargo luego se anunció que se había cambiado el canal de transmisión a tvN.
La dirección está a cargo de Yoo Seon-dong (유선동), quien contó en el guion con Kim Sae-bom (김새봄). Mientras que la producción estuvo en manos de Kim Seong-min y Wang-seung, y la producción ejecutiva fue realizada por Kim Seon-tae y Lee Min-ha.
Las fotos de la primera lectura del guion fueron reveladas en octubre de 2021, mientras que la conferencia de prensa en línea fue realizada el 13 de diciembre del mismo año.
El 5 de agosto del mismo año se informó que el rodaje de la serie se llevaría a cabo en Ochang-eup, Cheongwon-gu, provincia de Chungcheong del Norte el 8 de agosto.

### Distribución internacional
Internacionalmente la serie será distribuida por iQIYI (la serie es la tercera colaboración dramática entre iQIYI y Studio Dragon).

### Recepción
El 22 de diciembre de 2021, Good Data Corporation compartió su nueva clasificación de los dramas y miembros del elenco que generaron más revuelo durante la semana. Las listas se compilaron a partir del análisis de artículos de noticias, publicaciones de blogs, comunidades en línea, videos y publicaciones en redes sociales sobre los dramas que están actualmente al aire o que saldrán al aire próximamente. La serie obtuvo el puesto número 9 en la lista de dramas, más comentados de la semana. Mientras que el actor Lee Dong Wook ocupó el puesto número 10 dentro de los diez miembros del elenco más comentados de la semana.
El 28 de diciembre de 2021, Good Data Corporation compartió su nueva clasificación de los dramas y miembros del elenco que generaron más revuelo durante la semana. Las listas se compilaron a partir del análisis de artículos de noticias, publicaciones de blogs, comunidades en línea, videos y publicaciones en redes sociales sobre los dramas que están actualmente al aire o que saldrán al aire próximamente. La serie nuevamente obtuvo el puesto número 9 en la lista de dramas, más comentados de la semana.
El 4 de enero de 2022, Good Data Corporation compartió su nueva clasificación de los dramas y miembros del elenco que generaron más revuelo durante la semana. Las listas se compilaron a partir del análisis de artículos de noticias, publicaciones de blogs, comunidades en línea, videos y publicaciones en redes sociales sobre los dramas que están actualmente al aire o que saldrán al aire próximamente. La serie obtuvo el puesto número 10 en la lista de dramas, más comentados de la semana.
El 11 de enero de 2022, Good Data Corporation compartió su nueva clasificación de los dramas y miembros del elenco que generaron más revuelo durante la semana. Las listas se compilaron a partir del análisis de artículos de noticias, publicaciones de blogs, comunidades en línea, videos y publicaciones en redes sociales sobre los dramas que están actualmente al aire o que saldrán al aire próximamente. La serie obtuvo el puesto número 10 en la lista de dramas, más comentados de la semana.
El 4 de febrero de 2022, Good Data Corporation compartió su nueva clasificación de los dramas y miembros del elenco que generaron más revuelo durante la semana. Las listas se compilaron a partir del análisis de artículos de noticias, publicaciones de blogs, comunidades en línea, videos y publicaciones en redes sociales sobre los dramas que están actualmente al aire o que saldrán al aire próximamente. La serie obtuvo el puesto número 10 en la lista de dramas, más comentados de la semana.